# دوللي ماديسون
دوللي ماديسون (بالإنجليزية: Dolley Madison) ولدت في ( 20 مايو 1768م - وتوفيت في 12 يوليو 1849م )، زوجة رئيس الولايات المتحدة الرابع جيمس ماديسون، ورابع سيدة أولى للولايات المتحدة الأمريكية.

## أولى سنوات حياتها وزواجها الأول
ولدت دوللي باين بتاريخ 20 مايو 1768، في كوخ خشبي بمنطقة نيو جاردن في مقاطعة غيلفورد (التي تعرف اليوم باسم غرينزبورو)، بولاية كارولينا الشمالية، لماري كولز وجون باين جونيور. تزوج والدا دوللي في عام 1761 ووحدا بزواجهما أسرتين بارزتين في فرجينيا. تعد المعلومات المتعلقة بحياة الأسرة قبل 1793 (قبل بلوغ دوللي الخامسة والعشرين من عمرها) محدودة جدًا بسبب قلة الوثائق، ويرجع تاريخ أقدم خطاب معروف لدوللي إلى عام 1783. كانت ماري كولز تنتمي إلى إحدى عائلات جمعية الأصدقاء الدينية، وبعد عامين من زواجها من جون باين جونير، تقدم الزوجان بطلب عضوية لتجمع سيدر كريك الشهري. ظل طلب الزوجان معلقًا لفترة طويلة جدًا، إلى أن قُبل في نهاية المطاف في عام 1765. بعد الزواج، أصبح جون باين جونيور متحمسًا لجمعية الأصدقاء الدينية. في عام 1765، انتقلت العائلة إلى منطقة نيو جاردن، التي تعد تجمعًا لأتباع جميعة الأصدقاء الدينية. كانت دوللي الطفلة الأنثى الأولى للعائلة، والمولود الثالث فيها. امتلكت أسرتها ممرضة متسعبدة. 
في بداية عام 1769، عاد آل باين إلى فرجينيا لأسباب غير واضحة. وضع المؤرخان، كاثرين ألغور، وريتشارد إن كوتيه، في سيرتيهما الذاتيتين الخاصتين بدوللي، عدة تكهنات حول الأسباب الكامنة وراء عودة الأسرة إلى فرجينيا، كارتباطها بالرغبة بالعودة إلى المنطقة التي تتواجد فيها العائلة الكبيرة، أو لأن العائلة لم تعد مرتاحة للدين، أو لأنها واجهت معارضة داخلية، أو لأنها واجهت فشلت في الزراعة أو العمل في نيو جاردن. قللت دوللي لاحقًا من شأن ولادتها في ولاية كارولينا الشمالية، وادّعت، عندما زارت عمها في ولاية كارولينا الشمالية، أنها ولدت في ولاية فرجينيا. عادت الأسرة إلى سيدر كريك، حيث نقلت مقر إقامتها مرتين على الأقل في غضون أربع سنوات. استقرت العائلة في نهاية الأمر في أرض مساحتها 176 فدان (71 هكتار) واقعة على بعد عدة أميال من مزرعة سكوتشتاون. نشأت دوللي في المزرعة، وعملت في الأرض مع بقية أفراد عائلتها. تلقت نموذج التربية والتعليم الصارم الخاص بجميعة الأصدقاء الدينية. وصف المؤرخ ريتشارد إن كوتيه أسلوب التربية والتعليم الذي خضعت له دوللي خلال فترة دراستها بال «مزعج». 
ترعرعت دوللي بالقرب من عائلتها الكبيرة التي تمتد جذورها لعدة أجيال في المنطقة. كان لدوللي ثلاث شقيقات يصغرنها بالسن (لوسي، وآنا، وماري)، وأربعة أخوة (والتر، ويليام تمبل، وإسحاق، وجون)، يصغرها بالسن اثنان منهم فقط. لم يشارك والد دوللي، جون باين جونيور، بحرب الاستقلال الأمريكية، إذ فرض عليه إيمانه اتباع مبدأ السلم، وكتبت المؤرخة، كاثرين ألغور، أن دوللي لم تتأثر، بشكل كبير، بهذه الأفكار التي تبناها والدها. بحلول عام 1783، حرر جون باين جونير عبيده، كما فعل العديد من مالكي العبيد فيم مناطق المرتفعات الجنوبية. لطالما كان باين مشجعًا لفكرة تحرير العبيد، إلا أن هذا الفعل لم يكن قانونيًا في ولاية فرجينيا حتى عام 1782.
عندما كانت دوللي في الخامسة عشر من عمرها، انتقل باين بعائلته إلى فيلادلفيا التي كانت في ذلك الوقت مدينة أمريكية كبرى. عاشت العائلة في المنزل رقم 57 في شارع نورث ثيرد، ونقلت انتسابها في جمعية الأصدقاء الدينية إلى تجمع المنطقة الشمالية المحلي. خلال فترة إقامتها هناك، زارت دوللي بلدة هادونفيلد في نيوجيرسي، حيث يعيش العديد من أتباع جمعية الأصدقاء الدينية، عدة مرات. قابلت دوللي، في فيلادلفيا، إليزا كولينز، وجمعتهما علاقة صداقة استمرت لبقية حياتيهما. من المحتمل أن تكون دوللي قد تلقت، خلال السنوات الأولى من حياتها، تعليمًا رسميًا، إلا أن ذلك غير واضح في سرد سيرتها الشخصية. تخلص المؤرخة، كاثرين ألغور، إلى أنه من المحتمل أن التعليم الرسمي الذي تلقته باين أفضل من التعليم الذي تلقاه معظم الأمريكيين في ذلك الوقت. بالمقابل، رأى كوت أن التعليم الذي تلقته باين لم بتجاوز «التعليم الأساسي». نمت دوللي لتصبح امرأة شابة وصفها كوت في كتاباته بأنها «من أجمل الجميلات».

## روابط خارجية
- دوللي ماديسون على موقع الموسوعة البريطانية (الإنجليزية)
- دوللي ماديسون على موقع إن إن دي بي (الإنجليزية)